# 대한민국 형사소송법 제104조의2
대한민국 형사소송법 제104조의2는 보석조건의 효력상실 등에 대한 형사소송법의 조문이다.

## 조문
제104조의2(보석조건의 효력상실 등) ① 구속영장의 효력이 소멸한 때에는 보석조건은 즉시 그 효력을 상실한다.
②보석이 취소된 경우에도 제1항과 같다. 다만, 제98조제8호의 조건은 예외로 한다.
[본조신설 2007.6.1.]

## 참고 문헌
- 손동권 신이철, 새로운 형사소송법(초판, 2013), 세창, 2013. ISBN 9788984114081